# Baghnari
Baghnari (en georgiano: ბაღნარი; en armenio: Բաղնարի) o Jishja (en abjasio: Хышәҳа, romanizado: Hypsja; en ruso: Хышха) es un pueblo que pertenece a la parcialmente reconocida República de Abjasia, parte del distrito de Gagra, aunque de iure pertenece al municipio de Gagra de la República Autónoma de Abjasia de Georgia.

## Toponimia
El nombre Baghnari significa literalmente "lugar de jardín". A veces también se le hace referencia como Jishjaripsh (en abjasio: Хышәҳарыԥшь, romanizado: Jyshjaripsh; en ruso: Хышхарыпш).

## Geografía
Se encuentra a 220 m.s.n.m y a una distancia de 12 km de la frontera con Rusia y 18 km de Gagra. Limita con los Montes de Gagra al norte y al este; la localidad de Mejadiri en el oeste, y en al sur con Jashupse. El pueblo está situado en la margen izquierda del río Jashupse.

## Historia
Según fuentes escritas de la década de 1830, aquí existió el pueblo abjasio de Jishjoripsh (en georgiano: ხისხორიფშ). Sin embargo, en los años 70 del siglo XIX, la aldea fue abandonada por el Muhayir como resultado de la guerra ruso-turca y rebautizado como Jristoporov (en ruso: стристопоров). En 1897, el pueblo vacío fue colonizado por armenios originarios de Samsun, parte del entonces Imperio otomano. Los nuevos habitantes se dedicaron a la agricultura, incluido el cultivo de maíz, hortalizas, tabaco, árboles frutales. También se ocuparon de la cría de aves de corral y la producción de seda. 
En la época soviética, la población creció considerablemente y en 1948, hubo otro cambio de nombre, al georgiano Baghnari. En el pueblo se establecieron una escuela primaria y secundaria, una biblioteca, un centro de salud, un aserradero para el procesamiento de madera y un molino. Sin embargo, a fines de la década de 1980, la población había disminuido gradualmente a aproximadamente dos quintas partes a fines de la década de 1950. La aldea de Amgvashjuca, ubicado en las colinas a 800 metros sobre el nivel del mar en la ladera del monte Monajluk, incluso ha sido completamente abandonado y hoy en día toda la zona está cubierta por un bosque impenetrable.
Tras la guerra en Abjasia, las nuevas autoridades cambiaron el nombre de la aldea durante la guerra en Abjasia después de la batalla de Gagra en 1992, pero las autoridades georgianas todavía usan el nombre Baghnari. Más tarde, en Abjasia, se adoptó el término Jysjarypsh, que se parece más al nombre original del pueblo.

## Demografía
La evolución demográfica de Baghnari entre 1959 y 2011 fue la siguiente:
| 520                                                 | 320 | 334 |
| (Fuente: Population of Abkhazia since Soviet times) |     |     |

Según el censo de 1959, la mayoría de la población local eran armenios. La población ha tenido un pequeño aumento considerable de población en términos porcentuales tras la guerra, aunque la inmensa mayoría de la población sigue siendo armenia. 
|              | 2011      | 2011       |
| Grupo étnico | Población | Porcentaje |
| ------------ | --------- | ---------- |
| Georgianos   | 1         | 0,3%       |
| Abjasios     | 1         | 0,3%       |
| Rusos        | 26        | 7,8%       |
| Ucranianos   | 4         | 1,2%       |
| Armenios     | 297       | 88,9%      |
| Total        | 334       | 100%       |